# Église Notre-Dame de Fresles
Pour les articles homonymes, voir Église Notre-Dame.
L'église Notre-Dame est une église catholique située à Fresles, en France.

## Localisation
L'église est située à Fresles, commune du département français de la Seine-Maritime.

## Historique
Le site est occupé à l'époque franque et l'histoire de l'édifice est « partiellement connue ».
L'église de Fresles est édifiée au XIIIe siècle. Un porche est ajouté au XVIIIe siècle.
L'édifice est classé au titre des monuments historiques par arrêté du 13 février 1970.

## Description
L'édifice est en silex. Des restes de peintures murales datables du XVe siècle sont présents dans l'église.
L'église conserve du mobilier et destiné au culte daté du XIIIe siècle au XVIIIe siècle, dont une tour eucharistique.
Un retable du XVe siècle figurant la Passion du Christ est également présent.